# Хасан I (султан Марокко)
Хасан I ібн Мухаммед (араб. الحسن الأول بن محمد; нар. 1836 — 9 червня 1894) — султан Марокко з династії Алауїтів в 1873—1894 роках.

## Життєпис
Син султана Мухаммеда IV. Народився 1836 року. Замолоду був призначений спадкоємцем трону. 1873 року після смерті батька оголошений султаном Марокко.
Невдовзі придушив повстання містян Фесу. Протягом декількох місяців вимушений був також придушувати заворушення поблизу Мекнесу та в Середньому Атласі.
Розпочав політику зміцнення уряду (махзену) на племена, де за часів батька набули значного впливу каїди (призначені вожді). Також планував поновити адміністративні та військові реформи. 1877 року створив перші регулярні підрозділи, де інструкторами були британці й французи. Заснував в Фесі арсенал під назвою макіна.
Разом з тим мусив надавати права шейхам південних племен для утримання влади, зокрема впливовому Ма аль-айніну в Західній Сахарі.
1880 року вимушено уклав Мадридську конвенцією з європейськими державами, що мали в Магрибі володіння або економічні інтереси. Конвенція надала цим країнам права власності на захоплені ними марокканські землі, ресурси, наявні на цих землях, права на поселення і використання місцевих жителів на цих землях. Цей договір фактично надав міжнародне схвалення та захист земель, захоплених іноземними державами.
1881 року з метою розвитку торгівлі та ремісництва на півдні заснував місто Тізніт. За цим розпочав низку поході для приборкання каїдів племен: Сусу в 1882 і 1886 роках, Ер-Рифі — 1887 року, Тафілальті — 1893 року.
1893 року з метою зміцнення єдності країни розпочав велику подорож з Фесу до Марракешу. Вона тривала півроку й мала успіх. Було заспокоєно арабські й берберські племена Високого Атласу і Західної Сахари. Цим було засвідчено єдність країни та міцність управління уряду султана (махзена).
Помер 1894 року в Тадлі. Похований в Рабаті. Трон спадкував його син Абд аль-Азіз.